# Petit lac Saint-Jean
Le Petit lac Saint-Jean (anglais : Little Saint John Lake) est un lac d'une superficie de 90 acres situé sur la frontière entre le Québec et l'État du Maine près de Saint-Zacharie (Québec). Il est la source de la rivière Saint-Jean Sud-Ouest, un affluent du Fleuve Saint-Jean.